# Elyes Fakhfakh
Elyes Fakhfakh (in arabo  إلياس الفخفاخ ‎?; Tunisi, 1972) è un politico tunisino, primo ministro della Tunisia dal 27 febbraio 2020 al 15 luglio 2020.

## Biografia
Ha ricoperto la carica di ministro del turismo e, a partire dal 19 dicembre 2012, anche di ministro delle finanze, sotto il governo del primo ministro Hamadi Jebali.